# کراسنی وستوک (شهرستان کویورگازینسکی، باشقیرستان)
کراسنی وستوک (انگلیسی: Krasny Vostok, Kuyurgazinsky District, Republic of Bashkortostan) یک شهرک در شهرستان کویورگازینسکی جمهوری باشقیرستان در کشور روسیه است.